# Hypomartyria
Hypomartyria là một chi bướm đêm nguyên thủy, nhỏ, màu kim loại thuộc bộ Lepidoptera, trong họ Micropterigidae.

## Các loài
- Hypomartyria micropteroides Kristensen & Nielsen, 1982